# آرثر دبليو. هامل سينيور
آرثر دبليو. هامل سينيور (بالإنجليزية: Arthur W. Hummel)‏ هو مبشر وجمع العملات أمريكي، ولد في 6 مارس 1884 في وارينتون في الولايات المتحدة، وتوفي في 10 مارس 1975.